# Transhumance politique (Nord-Cameroun)
Emprunté au vocabulaire pastoral, la transhumance peut être envisagée comme le déplacement saisonnier du bétail d’une région asséchée et aride vers une autre plus favorable à la survie et l’épanouissement des animaux. Transposée à l’activité politique, elle renvoie à l’attitude d’un acteur politique qui pour une raison ou pour une autre décide de quitter son parti pour rejoindre un autre tout en se réservant la possibilité d’y retourner. Dans d’autres approches définitionnelles, le concept de transhumance politique est aussi élargi au collaborationnisme, aux alliances et à la dissidence politique.

## Contexte
Des berges du Lac-Tchad au plateau de l’Adamaoua en passant par la plaine de la Bénoué, le Nord-Cameroun est une immense savane conquise par des pasteurs nomades peuls venus de l’Afrique de l’Ouest notamment du Fouta djallon. Dans cette partie du pays où les populations locales restent très attachées aux valeurs traditionnelles et religieuses qui prônent la loyauté et le respect de la parole donnée, la transhumance politique fait l’objet d’une appréciation différenciée. Pour les uns elle traduirait une altération des mœurs chez ces acteurs politiques animés par l’égoïsme et la poursuite des intérêts personnels. Pour les autres elle n’aurait rien de blâmable puisqu'elle est à leurs yeux une manifestation de la vitalité de la démocratie.

## Composition des élites politiques au Nord-Cameroun
L’élite politique de la partie septentrionale du Cameroun est composée de personnalités importantes au rang desquels les chefs traditionnels et de «nouveaux» acteurs politiques.

### Élites politiques traditionnelles
Au Nord Cameroun, les chefs traditionnels occupent une position privilégiée dans la gestion des affaires politiques. Il s’agit pour la plupart des autorités traditionnelles composées de lamiibè et sultans, des notables  et  leurs  progénitures. Lamiibè est le pluriel de lamiido en dialecte peul (le fulfulde) pour désigner celui qui gouverne. Le lamiido est un monarque à la tête d’un lamidat (un micro-État avec des frontières bien délimités) dans le cadre des chefferies traditionnelles du Nord Cameroun ou bien d’un émirat pour certains pays de l’Afrique de l’Ouest comme le Nigeria. Il est à la fois détenteur du pouvoir politique et de l’autorité religieuse. Dans l’exercice de ses fonctions, il est assisté d’un gouvernement de douze notables (la faada). Il y aura à ses côtés par exemple l’alkaali (ministre de la justice), le galdima (ministre de la défense) ou encore l’imam (ministre du culte). Ce système d’organisation socio-politique a été institué dans le Nord Cameroun à la fin du XVIIIe début XIXe siècle à la suite de l’appel de l’émir de Sokoto Usman Dan Fodio. Celui-ci invitait l’ensemble des Peuls vivant en Afrique au sud du Sahara à se soulever contre les injustices auxquelles ils faisaient face au cours de leurs périples, à répandre l’islam et surtout à imposer le système lamidale dans tous les territoires conquis.

### Élites politiques modernes
Au Nord Cameroun et plus largement dans tout le pays, deux facteurs ont contribué à la  formation et à l’émergence d’une nouvelle catégorie d’acteurs politiques: L’impérialisme occidental à travers l’instruction et l’ouverture démocratique des années 1990. Dès les premiers contacts entre les occidentaux qui se sentaient investis d’une mission «civilisatrice», l’éducation et la santé ont été confiées aux mouvements ecclésiastiques (les missions catholiques dans un premier temps puis les églises évangéliques et protestantes plus tard). Mais l’élite politique traditionnelle du Nord Cameroun à majorité musulmane et une bonne partie des populations étaient réticentes à envoyer leurs enfants se faire instruire par des missionnaires. Cependant une autre partie des populations qui était soit de confession chrétienne soit adepte de la religion traditionnelle («animistes») en a profité pour se soustraire à la domination des lamiibè. Parmi ces populations soignées et éduquées à l’occidental émerge une nouvelle catégorie d’acteurs qui peu à peu arrive à s’imposer sur la scène politique locale et même nationale. Dans une autre perspective, le retour au multipartisme autour des années 1990 dans la quasi-totalité des pays africains a été perçu comme «une seconde indépendance des peuples» après celle des années 1960. Même si le Rassemblement Démocratique du Peuple Camerounais (RDPC) du président Paul Biya est considéré par plusieurs analystes politiques comme le prolongement du parti unique qui a pu se maintenir au pouvoir depuis bientôt quarante ans, il n’en demeure pas moins que l’ouverture démocratique des années 1990 a permis l’émergence de nouveaux acteurs sur la scène politique. On pourrait en cela évoquer entre autres le Mouvement pour la Défense de la République (MDR) de Dakolé Daissala, le Front pour le Salut National du Cameroun (FSNC) d’Issa Tchiroma Bakary, et l’Alliance pour la Démocratie et le Développement (ADD) de Garga Haman Adji, tous des ressortissants du Nord Cameroun qui ont contribué à  influencer la scène politique au Cameroun.      

## Les élites et la transhumance politique
La transhumance politique n’est pas un phénomène nouveau dans l’environnement politique du Nord Cameroun. Les jeux d’intérêts et de pouvoir se traduisent soit par le désir de perpétuer la domination, soit pour s’en affranchir.  

### Le désir de perpétuer la domination
Pendant la période coloniale, les chefferies traditionnelles du Nord Cameroun ont été les principales forces de résistance à l’élargissement de l’influence allemande vers l’intérieur du territoire. Les conquêtes furent particulièrement difficiles parce que le colonisateur a dû faire face à de véritables armées et des soldats peuls aguerris au combat. L’officier Allemand Zintgraff fut tué par le lamiido Mohaman de Tibati en 1888 et plusieurs expéditions se sont soldées par des échecs. Mais en 1899 après un moment de répit, l’armée allemande se renforce et réussit à atteindre Garoua à travers le fleuve Bénoué. Entre 1899 et 1902 la majorité des résistances sont matées et les chefs sont vaincus. Les Allemands mettent à profit les querelles de succession dans les familles régnantes pour identifier des remplaçants qui leur seront facilement malléables. Ainsi débute une longue tradition de collaborationnisme et  d’opportunisme. En dépit de quelques épisodes de résistances, quasiment tous les chefs locaux ont travaillé en étroite collaboration avec les administrations coloniales et plus tard avec les régimes postcoloniaux. Le statut d’auxiliaires de l’administration leur a été octroyé et jamais ils ne militent dans un parti politique d’opposition. L’illustration la plus aboutie de cette forme de collaboration est le cas de Rey Bouba. En plus de siéger sur le trône de ce lamidat, Aboubakary Abdoulaye est aujourd’hui le premier vice-président du Sénat de la République du Cameroun (un des sénateurs nommés par décret présidentiel). Le but de ce type de manœuvre est qu’en échange de leur loyauté et de leur soutien politique aux différents régimes qui se succèdent, les lamiibè peuvent continuer à assoir leur autorité sur leurs sujets parfois au grand désarroi des populations non musulmanes et non peuls.

### Stratégie d’affranchissement de la domination
En 1982 lorsque le président Ahmadou Ahidjo (peul et musulman) originaire du Nord Cameroun démissionne de ses fonctions, il est remplacé par son successeur constitutionnel le premier ministre Paul Biya (Sudiste de confession catholique). L’arrivée au pouvoir de celui-ci suscite de l’optimisme au sein des populations non islamo-peuls du Nord Cameroun qui aspiraient à se libérer de la domination des chefferies musulmanes. Dans un premier temps, le nouveau président de la République continue à promouvoir l’élite politique musulmane du Nord Cameroun sur recommandation de son prédécesseur. Mais à l’issue du coup d’Etat manqué du 6 Avril 1984 attribué aux partisans de l’ex-président, Paul Biya rompt toutes les relations privilégiées à l’égard de l’élite islamo-peul. Les «nouveaux acteurs» non musulmans instruits à l’école occidentale entrevoient en cette situation une opportunité pour s’émanciper de la domination ethnique et culturelle des chefs traditionnels peuls. Le président, quant à lui instrumentalise le facteur ethnique en nommant davantage ces derniers à des postes à responsabilité jadis occupés par les sympathisants de l’ancien régime. De ce fait, il crée une dynamique de compétition et parfois de conflit entre les groupes ethniques en prévision à une éventuelle reconquête du pouvoir par l’élite musulmane. Au tournant des années 1990, à la faveur de l’ouverture démocratique, les acteurs politiques non musulmans qui militaient ou sympathisaient avec le parti unique de l’ancien président l’Union Nationale Camerounaise (UNC) adhèrent massivement au parti du nouveau président le RDPC. D’autres en revanche créent leur propre parti mais viennent en soutien au RDPC lors des consultations électorales à travers des coalitions ou des alliances de partis. Depuis lors, la région de l’Extrême-Nord par exemple demeure le fief de l’électorat du président Paul Biya.          

## Effets de la transhumance politique
Le phénomène transhumant peut entraîner la multiplication des partis politiques à portée limitée et par là un affaiblissement de l’opposition politique.

### Émiettement de la scène politique
À la faveur de la loi du 19 décembre 1990 relative aux libertés d’associations et du retour au multipartisme, le nombre de formations politiques a explosé au Cameroun. Dès 1991, soit à peine un an après la libéralisation de l’espace politique, 57 partis sont officiellement créés. 25 ans plus tard la direction des Affaires politiques au ministère de l’Administration territoriale et de la Décentralisation fait état de près de 300 partis politiques légalisés au Cameroun. Soit une moyenne de 11 partis politiques créés par an pour une population estimée à moins de 25 millions d’habitants. Pour certains observateurs, ce chiffre traduirait la vitalité de la démocratie camerounaise puisque dans les années 1990 il y a eu une forte mobilisation autour de ces partis politiques pour mettre en difficulté le parti au pouvoir. Pour d’autres ils serviraient plutôt à entretenir une démocratie de façade puisqu’il n’y a pas eu d’alternance à la tête de l’Etat depuis bientôt 40 ans. Quoi qu’il en soit, plusieurs leaders de ces partis politiques dits de l’opposition sont liés au parti au pouvoir soit par des arrangements qui leur permettent de bénéficier des postes ministériels soit par le truchement des plates-formes d’alliances et de collaborations qui les amènent à soutenir et/ou à légitimer la candidature du président lors des consultations électorales. Aujourd’hui, tous les partis politiques de l’opposition ont du mal à articuler leurs initiatives autour d’un objectif commun. Ils donnent l’impression d’être des entreprises lucratives au service de la satisfaction des ambitions personnelles de leurs dirigeants.

### Affaiblissement de l’opposition à l’échelle nationale
Entre autres facteurs qui permettent de mieux comprendre l’affaiblissement de l’opposition au Cameroun, il y a bien sûr la mainmise de l’exécutif sur le système électoral, la désunion des partis politiques mais il y a surtout la prolifération des partis politiques aux ambitions personnelles. Sur ce dernier point justement, en 1992 l’opposition avait réussi à mettre en minorité RDPC parti au pouvoir en obtenant 92 sièges sur les 180 que compte l’assemblée nationale. Mais dans l’optique de conforter sa majorité, celui-ci forma une coalition avec le MDR de Dakolé Daissala et l’UPC d’Adamou Ndam Njoya contre la nomination de ceux-ci dans le gouvernement. En 1997, la même stratégie a été réitérée avec l’Union Nationale pour la Démocratie et le Progrès de Bello Bouba Maigari (pourtant deuxième parti politique d’opposition à cette époque) à travers une plateforme politique. Ce qui s’est soldé par l’occupation de quelques postes ministériels par certains cadres de ce parti au rang desquels son président national Bello Bouba Maigari. Certes les coalitions, les plateformes et même les alliances politiques sont des stratégies en science politique mais sur le long terme ces manœuvres peuvent entraîner un affaiblissement de l’opposition et ébranler considérablement ses capacités à faire pression sur le gouvernement et à se présenter comme une alternative fiable au régime en place. Aux élections législatives du 9 février 2020 par exemple, sur 167 députés élus, le parti au pouvoir conserve la majorité absolue avec 152 sièges, l’UNDP en seconde position obtient 7 sièges contre 5 sièges pour le SDF.  

## A voir aussi

### articles connexes
- Dissidence

- Transfuges
- Coalition politique